# ラカー係数
ラカー係数（ラカーけいすう）とは、3つの角運動量（ここでは仮にA,B,Cとおく）を合成する際に、AにBを合成してからそれにCを合成して作った固有関数と、BにCを合成してからそれにAを合成して作った固有関数の間についての変換係数のこと。量子力学において用いられる。